# Водице (Хрватска)
Водице су град у средишњој Далмацији, у Шибенско-книнској жупанији, Република Хрватска. Према прелиминарним резултатима пописа из 2021. у граду је живело 8.704 становника, а у самом насељу је живело 6.629 становника.

## Географија
Водице се налазе око 12 км западно од Шибеника. Град излази на Јадранско море и популарно је туристичко мјесто.

## Историја
До територијалне реорганизације у Хрватској налазиле су се у саставу старе општине Шибеник.

## Становништво
На попису становништва 2011. године, град Водице је имао 8.875 становника, од чега у самим Водицама 6.755.

### Град Водице
| Број становника по пописима | Број становника по пописима | Број становника по пописима | Број становника по пописима | Број становника по пописима | Број становника по пописима | Број становника по пописима | Број становника по пописима | Број становника по пописима | Број становника по пописима | Број становника по пописима | Број становника по пописима | Број становника по пописима | Број становника по пописима | Број становника по пописима | Број становника по пописима |
| --------------------------- | --------------------------- | --------------------------- | --------------------------- | --------------------------- | --------------------------- | --------------------------- | --------------------------- | --------------------------- | --------------------------- | --------------------------- | --------------------------- | --------------------------- | --------------------------- | --------------------------- | --------------------------- |
| 1857.                       | 1869.                       | 1880.                       | 1890.                       | 1900.                       | 1910.                       | 1921.                       | 1931.                       | 1948.                       | 1953.                       | 1961.                       | 1971.                       | 1981.                       | 1991.                       | 2001.                       | 2011.                       |
| 4.063                       | 3.607                       | 5.215                       | 5.960                       | 7.318                       | 7.836                       | 8.570                       | 7.974                       | 7.357                       | 7.779                       | 7.503                       | 7.395                       | 7.691                       | 8.867                       | 9.407                       | 8.875                       |

Напомена: Настао из старе општине Шибеник. У 1857. и 1869. део података садржан је у граду Шибенику. У 1869. садржи део података општине Станковци (Задарска жупанија).

### Водице (насељено место)
| Број становника по пописима | Број становника по пописима | Број становника по пописима | Број становника по пописима | Број становника по пописима | Број становника по пописима | Број становника по пописима | Број становника по пописима | Број становника по пописима | Број становника по пописима | Број становника по пописима | Број становника по пописима | Број становника по пописима | Број становника по пописима | Број становника по пописима | Број становника по пописима |
| --------------------------- | --------------------------- | --------------------------- | --------------------------- | --------------------------- | --------------------------- | --------------------------- | --------------------------- | --------------------------- | --------------------------- | --------------------------- | --------------------------- | --------------------------- | --------------------------- | --------------------------- | --------------------------- |
| 1857.                       | 1869.                       | 1880.                       | 1890.                       | 1900.                       | 1910.                       | 1921.                       | 1931.                       | 1948.                       | 1953.                       | 1961.                       | 1971.                       | 1981.                       | 1991.                       | 2001.                       | 2011.                       |
| 1.335                       | 1.587                       | 1.812                       | 2.110                       | 2.633                       | 2.771                       | 3.000                       | 3.024                       | 2.776                       | 2.934                       | 2.872                       | 3.257                       | 4.160                       | 5.050                       | 6.116                       | 6.755                       |

### Попис 1991.
На попису становништва 1991. године, насељено место Водице је имало 5.050 становника, следећег националног састава:
| Попис 1991.‍   | Попис 1991.‍  | Попис 1991.‍ | Попис 1991.‍ | Попис 1991.‍ |
| ------------- | ------------ | ----------- | ----------- | ----------- |
|               |              |             |             |             |
| Хрвати        | Хрвати       |             | 4.401       | 87,14%      |
| Срби          | Срби         |             | 230         | 4,55%       |
| Југословени   | Југословени  |             | 82          | 1,62%       |
| Албанци       | Албанци      |             | 76          | 1,50%       |
| Муслимани     | Муслимани    |             | 38          | 0,75%       |
| Словенци      | Словенци     |             | 19          | 0,37%       |
| Мађари        | Мађари       |             | 16          | 0,31%       |
| Немци         | Немци        |             | 13          | 0,25%       |
| Црногорци     | Црногорци    |             | 10          | 0,19%       |
| Чеси          | Чеси         |             | 9           | 0,17%       |
| Румуни        | Румуни       |             | 7           | 0,13%       |
| Роми          | Роми         |             | 6           | 0,11%       |
| Словаци       | Словаци      |             | 6           | 0,11%       |
| Италијани     | Италијани    |             | 3           | 0,05%       |
| Руси          | Руси         |             | 2           | 0,03%       |
| Бугари        | Бугари       |             | 1           | 0,01%       |
| Македонци     | Македонци    |             | 1           | 0,01%       |
| Пољаци        | Пољаци       |             | 1           | 0,01%       |
| Украјинци     | Украјинци    |             | 1           | 0,01%       |
| остали        | остали       |             | 9           | 0,17%       |
| неопредељени  | неопредељени |             | 65          | 1,28%       |
| регион. опр.  | регион. опр. |             | 17          | 0,33%       |
| непознато     | непознато    |             | 37          | 0,73%       |
| укупно: 5.050 |              |             |             |             |

### Попис 2011.
На попису становништва 2011. године, град Водице је имао 8.875 становника, следећег националног састава:
| Попис 2011.‍   | Попис 2011.‍ | Попис 2011.‍ | Попис 2011.‍ | Попис 2011.‍ |
| ------------- | ----------- | ----------- | ----------- | ----------- |
|               |             |             |             |             |
| Хрвати        | Хрвати      |             | 8.369       | 94,30%      |
| Срби          | Срби        |             | 230         | 2,59%       |
| остали        | остали      |             | 276         | 3,11%       |
| укупно: 8.875 |             |             |             |             |

## Познате личности
- Иво Брешан, драмски писац и сценариста

## Галерија
- Плажа у Водицама
- Старинска архитектура у Водицама
- Шеталиште у Водицама
- Улица у Водицама